# 1st Connecticut Infantry
Le 1st Connecticut Volunteer Infantry est un régiment d'infanterie qui sert dans l'armée de l'Union pendant la guerre de Sécession.

## Service
Le 1st Connecticut Infantry est organisé à New Haven, au Connecticut et entre en service pour une durée de trois mois, le 22 avril 1861, sous le commandement du colonel Daniel Tyler.
Le régiment est affecté au commandement de Mansfield, du département de Washington, en juin 1861. Il est ensuite rattaché à la première brigade de Keyes de la division de Tyler de l'armée du Nord-Est de Virginie de McDowell en août 1861.
Le 1st Connecticut Infantry est libéré du service le 31 juillet 1861.

## Service détaillé
Le régiment quitte le Connecticut pour Washington, D.C., le 18 mai. Il est en service au camp Corcoran, aux défenses de Washington, jusqu'au 1er juin. Il part pour Vienne et Falls Church, en Virginie, du 1er au 8 juin, et réalise un service de piquets jusqu'au 16 juillet. Il avance sur Manassas, en Virginie., du 16 au 21 juillet. Il occupe Fairfax Cour House le 17 juillet. Il participe à la bataille de Bull Run, le 21 juillet.

## Commandants
- Colonel Daniel Tyler
- Lieutenant-colonel John Speidel